# مولان (فلم 1998)
مولان (بالإنجليزية: Mulan)، فلم رسوم متحركة أنتجته شركة والت ديزني سنة 1998، كانت مؤسس على أساس أسطورة صينية عن فتاة باسم هوا مولان. الفلم هو السادس والثلاثون من أفلام ديزني.

## القصة
وتدور أحداثه عن الفتاة مولان التي تذهب إلى الجيش الصيني بدلاً عن والدها الذي لا يستطيع الذهاب لكبر سنه، فتتنكر على أنها رجل ويرافقها في رحلتها تنين أسطوري صغير الحجم وصرصور، وعندما تذهب إلى الجيش لم يشك أحد بأنها فتاة بل وعندما بدأت الحرب أنقذت قائد الجيش، ولكنها جُرحت أثناء المعركة فعرف الجنود أنها فتاة وكان عقابها الإعدام، إلا أن قائد الجيش عفى عنها لإنقاذها حياته. وبعد ذلك عندما تكون في طريقها للرجوع إلى بيت والدها تعرف أن المتطرفين سيهاجمون العاصمة أثناء الاحتفال بالعيد الصيني لسماعها لهم يخططون للهجوم وفي يوم العيد عندما تحاول أن تنذر الجيش الذي يتواجد في الاحتفال في العاصمة لا أحد يصغي لها بل أنهم يتجاهلونها وعندما يبدأ الهجوم تعيد الاتفاق معهم وينقذون الإمبراطور الذي كان مستهدفاً من الاعتداء وبها ترجع ثقة القائد بل وثقة كل الجنود في مولان. وعندها يطلب قائد الجيش يدها من والديها للزواج ويقبل الوالد.
و الفلم له جزء ثاني يحكى مهمه خاصه كلفها امبراطور الصين إلى مولان وشانج وهي حراسه الأميرات وتوصيلهم إلى أزواجهم المستقبلين.

## أسماء مؤدو اصوات الشخصيات
| اسم الشخصية    | اسم الشخصية بالإنجليزية | مؤدي الصوت بالدبلجة العربيّة(لهجة مصرية) | مؤدي الصوت بالدبلجة العربيّة الفصحى (تلفزيون ج) | مؤدي الصوت الأصليّ (بالإنجليزيّة) |
| -------------- | ----------------------- | --------------------------------------- | ---------------------------------------------- | ------------------------------- |
| مولان          | Fa Mulan                | لقاء الخميسي (حوار) جاكلين رفيق (غناء)  | جاكلين رفيق                                    | Ming-Na Wen غناء Lea Salonga    |
| موشو           | Mushu                   | علاء مرسي                               | ناصر شاهين                                     | Eddie Murphy                    |
| جنيرال شانج    | Captain Li Shang        | ياسر شعبان                              | محمود شابوري                                   | BD Wong غناء Donny Osmond       |
| شان يو         | Shan Yu                 | ضياء عبد الخالق                         | هشام الشاذلي                                   | Miguel Ferrer                   |
| ياو            | Yao                     | عثمان عبد المنعم                        | إلهامي أمين                                    | Harvey Fierstein                |
| لينج           | Ling                    | هشام نور                                | محمود عزت(حوار) زياد الشريف(غناء)              | Gedde Watanabe                  |
| تشين-بو        | Chien-Po                | ماجد الكدواني (حوار) ناير ناجي (غناء)   | ناير ناجي                                      | Jerry Tondo                     |
| شي فو          | Chi-Fu                  | عهدي صادق                               | عهدي صادق                                      | James Hong                      |
| فا زو          | Fa Zhou                 | كمال سليمان                             | عزت إبراهيم                                    | Soon-Terk                       |
| امبراطور الصين | The Emperor of China    | عادل المهيلمي                           | أحمد خليل                                      | Pat Morita                      |
| الجدة فا       | Grandmother Fa          | عائشة سليم (حوار) ليلى جمال (غناء)      | زينب السيد                                     | June Foray                      |
| الخاطبة        | The Matchmaker          | إحسان القلعاوي                          | شادية حسني                                     |                                 |

## النسخة العربية
تم الإخراج الحواري على يد المخرج المسرحي أحمد مختار بينما تم الإخراج الغنائي على يد د. صبحي بدير وتم تدريب المغنيون على يد الملحن ناير ناجي وتم إعداد النص والأشعار على يد الكاتبة زينب مبارك. تولى هندسة التسجيل المهندس نايف بسيوني. تم الإشراف الفني والإبداعي على الفلم من قبل المشرفة عائشة سليم. تمت أعمال الدوبلاج في ستوديوهات ايماج، بينما تم تسجيل الحوار في ستوديوهات امباير، بينما تم تسجيل الأغاني العربية في كل من ستوديو امباير وصوت الحب بمصر.

### الأداء الصوتي
- لقاء الخميسي - مولان (حوار)
- جاكلين رفيق - مولان (غناء)
- ياسر شعبان - شانج
- علاء مرسى - موشو
- عثمان عبد المنعم - ياو
- هشام نور - شنج
- ماجد الكدواني - تشين بو (حوار)
- ناير ناجي - تشين بو (غناء)
- ضياء عبد الخالق - شان بو
- كمال سليمان - فازو
- عائشة سليم - الجدة فا (حوار)
- ليلى جمال - الجدة فا (غناء)
- احسان القلعاوي - الخاطبة
- محمد الشرشابي - كبير الأجداد
- عهدي صادق - تشي فو
- عادل المهيلمي - الإمبراطور
- سهير البدراوي - فا لي (حوار)
- مروة أحمد - فا لي (غناء)
- ممدوح عقل - الجنرال لي
- أحمد شمس
- أماني البحطيطي
- إيمان حسني
- أيمن عبد الرحمن
- حسام الشاذلي
- شهاب ابراهيم
- عمرو القاضي
- محمد إبراهيم
- محمود حسن
- مروة عبد الغفار

### الأغاني العربية
- ترفعي راسنا بين الناس
غناء جماعي
غناء منفرد: جاكلين رفيق، ليلى جمال، ايمان حسني، ليليان الشربيني، نشوى محمد، آية شلبي، مروة أحمد، دينا صلاح
- حقيقة مولان
غناء: جاكلين رفيق
- منكم حعمل رجال
غناء منفرد: ياسر شعبان
بالاشتراك مع: هشام نور، جاكلين رفيق، ناير ناجي، علاء مرسي، عثمان عبد المنعم والمجموعة
- حارب عشان عروسة الأحلام
غناء منفرد: هشام نور
بالاشتراك مع: جاكلين رفيق، ناير ناجي، عهدي صادق، عثمان عبد المنعم والمجموعة

## الميزانية والإيرادات
بلغت تكلفة إنتاج الفلم حوالي 90 مليون دولار بينما حقق أرباحا تقدر بـ 304.3 مليون دولار.

## وصلات خارجية
- مولان على موقع IMDb (الإنجليزية)
- مولان على موقع ميتاكريتيك (الإنجليزية)
- مولان على موقع روتن توميتوز (الإنجليزية)
- مولان على موقع نتفليكس (الإنجليزية)
- مولان على موقع قاعدة بيانات الأفلام العربية
- مولان على موقع ألو سيني (الفرنسية)
- مولان على موقع Turner Classic Movies (الإنجليزية)
- مولان على موقع أول موفي (الإنجليزية)
- مولان على موقع بوكس أوفيس موجو (الإنجليزية)
- مولان على موقع فيلمافينيتي (الإسبانية)